# W65
A W65 foi uma ogiva nuclear desenhado nos E.U.A, ela foi desenvolvida no atual Laboratório Nacional de Lawrence Livermore como a ogiva competidora da W66 desenvolvida no atual Laboratório Nacional de Los Alamos. O desenvolvimento da W65 começou em outubro de 1965 e acabou em janeiro de 1968, quando foi cancelada em favor da W66. A W65 foi uma bomba de radiação avançada, popularmente conhecida como bomba de nêutrons cujo mecanismo ofensivo se baseava no fluxo de nêutrons.